# Wiesentheid
Wiesentheid település Németországban, azon belül Bajorországban. Lakosainak száma 4992 fő (2023. december 31.).

## Népesség
A település népessége az elmúlt években az alábbi módon változott:
| Lakosok száma | 1302 | 2356 | 2937 | 4764 | 4687 | 4719 | 4775 | 4840 | 4870 | 4992 |
|               | 1875 | 1950 | 1975 | 2010 | 2012 | 2013 | 2015 | 2017 | 2021 | 2023 |